# Stolper-Samuelson-Theorem
Das Stolper-Samuelson-Theorem ist in der Außenhandelstheorie ein Lehrsatz, der besagt, dass nach Anstieg des Preises eines Handelsguts das Faktoreinkommen desjenigen Produktionsfaktors steigt, der intensiver in der Produktion des betreffenden Gutes verwendet wird.

## Entwicklung des Theorems
Das 1932 entwickelte Ricardo-Viner-Modell ging davon aus, dass durch Spezialisierung die Faktormobilität sinkt, so dass beispielsweise der Produktionsfaktor Arbeit in einer Rezession zu sektoraler Arbeitslosigkeit führt, weil Arbeitskräfte zunächst einer Umschulung bedürfen und nicht ohne weiteres jede offene Stelle besetzen können. Das hierauf aufbauende Stolper-Samuelson-Theorem wurde erstmals 1941 von den amerikanischen Volkswirten Wolfgang F. Stolper und Paul Anthony Samuelson bewiesen, die sich an der Harvard-Universität in Cambridge kennenlernten. Dort schloss Stolper 1938 sein Ökonomiestudium ab und Samuelson erhielt 1941 seine Promotion. Das entwickelte Theorem gilt neben dem Rybczynski-Theorem, dem Heckscher-Ohlin-Theorem und dem Faktorausgleichstheorem als Bestandteil des Heckscher-Ohlin-Modells und gliedert sich somit in die traditionellen Faktorproportionenmodelle ein. Der ursprünglichen Version liegen fünf einschränkende idealtypische Annahmen zugrunde:
1. Es liegen vollkommene Märkte vor, die nicht durch persönliche, sachliche, zeitliche oder räumliche Präferenzen gekennzeichnet sind und auf denen vollkommene Markttransparenz herrscht. Die auf dem Markt angebotenen Güter sind homogen und die Marktanpassungsprozesse geschehen sofort.
2. Es bestehen konstante Skalenerträge, so dass bei Veränderung der Inputfaktoren der Output im gleichen Verhältnis (proportional) ansteigt.
3. Es werden ausschließlich zwei verschiedene Güter produziert.
4. In der Produktion werden nur zwei Produktionsfaktoren eingesetzt, welche begrenzt vorhanden sind.
5. Die Faktoren sind zwischen den Produktionsstätten vollständig mobil.

Gründe für die Güterpreisveränderung wurden in handelspolitischen Maßnahmen (Einführung von Zöllen) gesehen, und es wurden nur die Produktionsfaktoren Arbeit und Kapital betrachtet.

## Aussage des Theorems
Es lassen sich folgende zwei Effekte aus dem Theorem ableiten:

### Verteilungseffekt
Unter den gegebenen Annahmen führt ein Anstieg des relativen Preises eines Gutes (etwa infolge der Aufnahme von Handelsbeziehungen), zur Erhöhung der realen Entlohnung des Faktors, der in der Produktion intensiv genutzt wird. Die Entlohnung des anderen Faktors sinkt.

### Magnification Effekt
Dieser Effekt besagt, dass der relative Preisanstieg der Güterpreise einen überproportionalen Effekt auf den Faktorpreis hat, welcher zur Produktion des Gutes intensiv genutzt wird.
Weiterhin führen die mobilen Produktionsfaktoren bei Angleichung der relativen Güterpreise auch zur Angleichung der relativen Faktorpreise für die Produktionsfaktoren Arbeit und Kapital.

## Herleitung

### Mathematischer Zugang
Angenommen in einer Wirtschaft werden nur zwei Güter, Textilien und Stahl, produziert, wobei Arbeit und Kapital die einzigen Produktionsfaktoren sind. Im Folgenden wird die Textilproduktion als arbeitsintensiver und die Stahlproduktion als kapitalintensiver Wirtschaftszweig dargestellt. Unter arbeitsintensiver Produktion ist zu verstehen, dass die Bedeutung des Produktionsfaktors Arbeit ein höherer Stellenwert zugerechnet wird als anderen Produktionsfaktoren (Kapital).
Eine Produktion gilt als kapitalintensiv, wenn die Kostenstruktur durch einen im Vergleich zu anderen Kostenarten (Arbeit) hohen Anteil an Kapitalkosten gekennzeichnet ist.
Der Preis eines Gutes wird aus den Grenzkosten gebildet. Unter diesen Bedingungen kann das Theorem wie folgt abgeleitet werden:
Die Preise von Textilien und Stahl setzen sich zusammen aus:
{\displaystyle {\begin{aligned}(I)\ P(T)=a_{T}\cdot r+b_{T}\cdot w\\(II)\ P(S)=a_{S}\cdot r+b_{S}\cdot w\\\end{aligned}}}
wobei gilt:
{\displaystyle {\begin{aligned}P(T)&:\ {\text{Preis für Textilien}}\\P(S)&:\ {\text{Preis für Stahl}}\\r\ {\text{(rate)}}&:\ {\text{Zinssatz}}\\w\ {\text{(wage)}}&:\ {\text{Lohn}}\\a&:\ {\text{eingesetzte Mengen von Kapital}}\\b&:\ {\text{eingesetzte Mengen von Arbeit}}\\\end{aligned}}}
- Postulate

1. Steigt der Preis {\displaystyle P(T)} des produzierten Gutes Textilien, so wird auch mindestens einer seiner Faktoren teurer. Aufgrund der Tatsache, dass die Textilproduktion ein arbeitsintensiver Wirtschaftszweig ist, kann davon ausgegangen werden, dass die Kosten des Produktionsfaktors Arbeit (Lohn) steigen.
2. Steigen die Löhne, dann müssen die Zinsen fallen, dass Gleichung (II) weiterhin zutrifft. Ein Rückgang der Zinsen beeinflusst aber auch Gleichung (I). Damit diese ihre Gültigkeit behält, muss der Anstieg der Löhne überproportional zum Anstieg des Preises für Textilien sein.
3. Ein Anstieg des Preises eines Gutes bewirkt einen überproportionalen Anstieg der Entlohnung des am intensivsten eingesetzten Faktors, wohingegen die Entlohnung des anderen Faktors (ceteris paribus) absolut sinkt.

### Grafischer Zugang

Allgemeines Grafisches Beispiel

Punkt E stellt das Gleichgewicht von Lohn (w1) und Zinssatz (r1) dar, wenn die Preise von P (S) und P (T) gleich den Grenzkosten sind.
Angenommen der Preis von Stahl P(S) steigt (zum Beispiel durch die Erhebung von Zöllen oder wenn ein Land sich von Autarkie zu freiem Handel entwickelt), dann verschiebt sich die blaue Linie nach oben und ein neues Gleichgewicht im Punkt F stellt sich ein. Diese Verschiebung verursacht einen Anstieg des Zinssatzes von r1 nach r2 und einen Rückgang der Gleichgewichtslöhne von w1 nach w2. Wenn also der Preis für Stahl steigt, steigt auch die Entlohnung des in der Produktion am intensivsten genutzten Faktors, während die Entlohnung des Faktors Arbeit sinkt.

## Beispiel
I: {\displaystyle P(S)=a_{S}\cdot r+b_{S}\cdot w}

II: {\displaystyle P(T)=a_{T}\cdot r+b_{T}\cdot w}

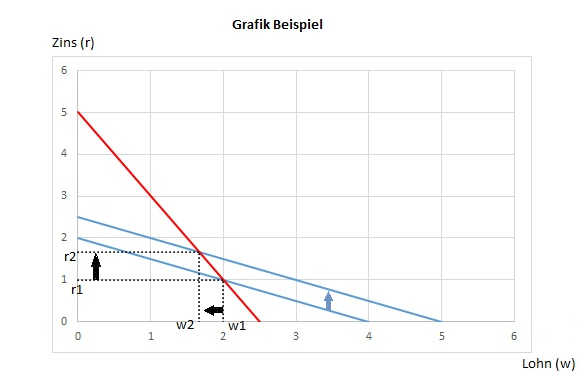
Diese Grafik verdeutlicht das links nebenstehende Beispiel.

Im folgenden Beispiel werden für die eingesetzte Menge der Produktionsfaktoren Arbeit und Kapital folgende Variablen verwendet:

{\displaystyle {\begin{aligned}a_{S}=2\\b_{S}=1\\a_{T}=1\\b_{T}=2\end{aligned}}}
Für die Preise der jeweiligen Güter Textilien {\displaystyle T} und Stahl {\displaystyle S} werden folgende Werte angenommen:

{\displaystyle P(S)=4},
{\displaystyle P(T)=5}
Daraus ergeben sich die folgenden zwei Formeln:

I: {\displaystyle 4=2\cdot r+1\cdot w}

II: {\displaystyle 5=1\cdot r+2\cdot w}
Wenn man diese Formeln gleichsetzt und nach Zins {\displaystyle r} und Lohn {\displaystyle w} umstellt, ergeben sich folgende Werte:

{\displaystyle r=1},
{\displaystyle w=2}
Geht man nun von einer Preissteigerung des Gutes Stahl {\displaystyle P(S)} von 4 auf 5 aus, ergibt sich folgende Formel:

I: {\displaystyle 5=2\cdot r+1\cdot w}

II: {\displaystyle 5=1\cdot r+2\cdot w}
Durch die Preissteigerung ergeben sich für die Löhne und Zinsen folgende Werte:

{\displaystyle r={\tfrac {5}{3}}},
{\displaystyle w={\tfrac {5}{3}}}
Es lassen sich durch das Beispiel zwei Effekte visualisieren:
Verteilungseffekt

Im Beispiel sinkt {\displaystyle w} von {\displaystyle 2} auf {\displaystyle {\tfrac {5}{3}}} (Preissenkung um 17 %) und {\displaystyle r} steigt von {\displaystyle 1} auf {\displaystyle {\tfrac {5}{3}}} (Preissteigerung um 66 %).
Dies wird in der Grafik durch den schwarzen Pfeil zwischen {\displaystyle w_{1}} und {\displaystyle w_{2}} verdeutlicht.
Magnification Effect

Im Beispiel steigt {\displaystyle r} überproportional (Preissteigerung von {\displaystyle r} um 66 % im Vergleich zur Preissteigerung von {\displaystyle P(S)} um 25 %).
In der nebenstehenden Grafik verdeutlicht dies der schwarze Pfeil zwischen {\displaystyle r_{1}} und {\displaystyle r_{2}}.
ES lässt sich beobachten, dass das Preisniveau insgesamt steigt. Verdeutlicht wird dies in der Beispielgrafik durch den blauen Pfeil.

## Anwendung
Weiterführende empirische Untersuchungen (u. a. von José Scheinkman, Ronald W. Jones) haben ergeben, dass grundlegende Elemente des Theorems generalisiert und auch bei globaleren Betrachtungen zu Rate gezogen werden können. So lassen sich die Effekte der ansteigenden Globalisierung auf die Einkommensverteilung in entwickelten Ländern und den daraus resultierenden langfristigen handelspolitischen Bündnissen zwischen diesen Ländern erklären. Anhand des Theorems können allgemeine Aussagen über den Zusammenhang zwischen Güterpreisen und realen Faktoreinkommen getroffen werden. Die Ursachen, welche zu diesen Veränderungen führen, sind für das Theorem unerheblich.

## Kritik
Eine Voraussetzung des Stolper-Samuelson-Theorems sind die linear-homogenen Produktionsfunktionen, also die konstanten Skalenerträge, die lediglich den relativen Faktoreinsatz, nicht jedoch die absoluten Produktionsmengen berücksichtigen. Steigende Skalenerträge bilden beispielsweise einen Anreiz zur Steigerung der Produktionsmengen. In diesem Fall würde die Entlohnung nach dem Grenzerlösprodukt erfolgen, im Widerspruch zu Samuelson und Stolper.
Veröffentlichungen, die Erzeugerpreise mit relativen Lohnänderungen vergleichen, erkennen eine mäßige bis starke Bestätigung des Stolper-Samuelson-Theorems, etwa Beyer et al. (1999) für Chile, Robertson (2004) für Mexico und Gonzaga et al. (2006) für Brasilien.